# Blahodatne, Tomașpil
Blahodatne (în ucraineană Благодатне) este un sat în comuna Oleksandrivka din raionul Tomașpil, regiunea Vinnița, Ucraina.

## Demografie
Componența lingvistică a localității Blahodatne
     Ucraineană (97,06%)
     Rusă (2,94%)
Conform recensământului din 2001, majoritatea populației localității Blahodatne era vorbitoare de ucraineană (97,06%), existând în minoritate și vorbitori de rusă (2,94%).